# Iris (BUMP OF CHICKENのアルバム)
『Iris』（アイリス）は、BUMP OF CHICKENのメジャー8作目、通算10作目のオリジナルアルバムである。2024年9月4日にトイズファクトリーから発売された。

## 解説
前作『aurora arc』から約5年ぶりとなるオリジナルアルバム。通常盤、初回限定盤（Blu-ray付属）の2形態での発売となり、初回限定盤には2024年4月25日に行われた『BUMP OF CHICKEN TOUR ホームシック衛星2024 at ARIAKE ARENA』の模様が収録されている。
収録曲は14曲（うち1曲は隠しトラック）で、そのうち11曲がシングル曲（配信限定でリリースされた楽曲も含む）となっており、ライブで先行公開された「木漏れ日と一緒に」を除けば実質的なアルバム新曲は「青の朔日」のみである。また前作同様、タイアップ曲が11曲と非常に多い。ミュージック・ビデオが制作された楽曲数は11曲であり、これらのMVは全てYouTubeで公開されている。
本作のアートワークは、グラフィックアーティスト、デザイナーのVERDYが手掛けており、初回生産限定盤はスケルトン仕様、通常盤は銀色の表紙にタイトル「Iris」とバンド名が手描きで描かれたシンプルなものとなっている。
アルバムタイトルはツアーを通して「お互いに窓の中からフォーカスし合った」という事から眼球の「虹彩」に辿り付き、そこから「Iris」に決定した。また当初は「Sphery Iris」というタイトルが考案されるも、ツアーを回っているうちに「Sphery」は余計だと感じる様になり、「Iris」のみとなった。なお省かれた「Sphery」は後述のツアータイトルに使用されている。
本作を提げ、同年9月から12月にかけてツアー「BUMP OF CHICKEN TOUR 2024 Sphery Rendezvous」が開催された。

## 収録内容
| 全作詞・作曲: 藤原基央、全編曲: BUMP OF CHICKEN & MOR。 |                             |          |            |      |
| #                                                       | タイトル                    | 作詞     | 作曲・編曲 | 時間 |
| 1.                                                      | 「Sleep Walking Orchestra」 | 藤原基央 | 藤原基央   | 4:16 |
| 2.                                                      | 「なないろ」                | 藤原基央 | 藤原基央   | 4:21 |
| 3.                                                      | 「Gravity」                 | 藤原基央 | 藤原基央   | 5:09 |
| 4.                                                      | 「SOUVENIR」                | 藤原基央 | 藤原基央   | 4:25 |
| 5.                                                      | 「Small world」             | 藤原基央 | 藤原基央   | 5:23 |
| 6.                                                      | 「クロノスタシス」          | 藤原基央 | 藤原基央   | 5:42 |
| 7.                                                      | 「Flare」                   | 藤原基央 | 藤原基央   | 4:53 |
| 8.                                                      | 「邂逅」                    | 藤原基央 | 藤原基央   | 4:46 |
| 9.                                                      | 「青の朔日」                | 藤原基央 | 藤原基央   | 5:24 |
| 10.                                                     | 「strawberry」              | 藤原基央 | 藤原基央   | 5:22 |
| 11.                                                     | 「窓の中から」              | 藤原基央 | 藤原基央   | 6:42 |
| 12.                                                     | 「木漏れ日と一緒に」        | 藤原基央 | 藤原基央   | 4:27 |
| 13.                                                     | 「アカシア」                | 藤原基央 | 藤原基央   | 4:23 |
| 14.                                                     | 「朝焼け」(Secret Track)    | 藤原基央 | 藤原基央   | 8:06 |
| 合計時間:                                               | 合計時間:                   | 73:19    |            |      |

### 初回限定盤映像
| #   | タイトル                         | 作詞 | 作曲・編曲 |
| --- | -------------------------------- | ---- | ---------- |
| 1.  | 「星の鳥」                       |      |            |
| 2.  | 「メーデー」                     |      |            |
| 3.  | 「才悩人応援歌」                 |      |            |
| 4.  | 「ラフ・メイカー」               |      |            |
| 5.  | 「アルエ」                       |      |            |
| 6.  | 「ハンマーソングと痛みの塔」     |      |            |
| 7.  | 「ひとりごと」                   |      |            |
| 8.  | 「花の名」                       |      |            |
| 9.  | 「飴玉の唄」                     |      |            |
| 10. | 「東京賛歌」                     |      |            |
| 11. | 「真っ赤な空を見ただろうか」     |      |            |
| 12. | 「かさぶたぶたぶ」               |      |            |
| 13. | 「望遠のマーチ」                 |      |            |
| 14. | 「ray」                          |      |            |
| 15. | 「プレゼント」                   |      |            |
| 16. | 「fire sign」                    |      |            |
| 17. | 「星の鳥 reprise」               |      |            |
| 18. | 「カルマ」                       |      |            |
| 19. | 「Voyager,flyby」                |      |            |
| 20. | 「ガラスのブルース」(アンコール) |      |            |
| 21. | 「流星群」(アンコール)           |      |            |

## 楽曲解説
1. Sleep Walking Orchestra
配信シングル。テレビアニメ『ダンジョン飯』第1期オープニングテーマ。
表記は無いがイントロにサビの一部が追加されており、アルバムバージョンでの収録となっている。
2. なないろ
27thシングル。NHK連続テレビ小説『おかえりモネ』主題歌。
3. Gravity
26thシングル（両A面）。アニメ映画『思い、思われ、ふり、ふられ』主題歌。
4. SOUVENIR
28thシングル。テレビ東京系アニメ『SPY×FAMILY』第2クールオープニングテーマ。
5. Small world
配信シングル及び、27thシングルc/w曲。映画『映画 すみっコぐらし 青い月夜のまほうのコ』主題歌。
6. クロノスタシス
配信シングル及び、28thシングルc/w曲。アニメ映画『名探偵コナン ハロウィンの花嫁』主題歌。
7. Flare
配信シングル及び、27thシングルc/w曲。
8. 邂逅
配信シングル。映画『陰陽師0』主題歌。
9. 青の朔日
新曲。ライブツアー「be there」の合間に製作された。バンドの公式X（旧Twitter）ではとある作品の主題歌として書かれたタイアップ曲と語られている[20]。2025年6月現在、その作品が何かは明かされていない。
10. strawberry
配信シングル。TBS系ドラマ『西園寺さんは家事をしない』主題歌。
配信版、MV版、ドラマ版と異なり、冒頭部分のイントロがカットされており、藤原の歌いだしから始まる。
発売後、納品データの不具合により、初回生産分CDのみ音源の不備があった事が発表された。希望者は、アルバムに封入されたチケット先行用のシリアルナンバー等を専用フォームに入力することで、良品ディスクを受け取ることができた。[21]。
11. 窓の中から
28thシングルc/w曲。NHK『18祭』テーマソング。
12. 木漏れ日と一緒に
新曲。発売前に2022年に開催されたライブ「BUMP OF CHICKEN LIVE 2022 Silver Jubilee at Makuhari Messe 02/10-11」にて新曲として披露されていた。
13. アカシア
26thシングル（両A面）。ポケモンスペシャルミュージックビデオ『GOTCHA!』テーマソング。
14. 朝焼け（隠しトラック）
原曲は、藤原が中学生時代に初めての彼女にフラれた時に、増川と2人で作った曲。
4分間の無音が続いた後、後輩に歌を聴かせて意見を聞くという設定で演奏が始まる。
初回盤には歌詞が収録されておらず、通常盤の盤面裏に隠しジャケットが収録されている。

## 演奏
- 木本ヤスオ：Synthesizer Programming
- 弦一徹：Strings Arrangement
- 弦一徹ストリングス：Strings
- 大林武司：Piano